# Kijevci (Sjenica)
Kijevci (Servisch cyrillisch Кијевци) is een plaats in de Servische gemeente Sjenica. De plaats telt 151 inwoners (2002).